# Gariuai
Gariuai (Gariwai, Fariuai) ist ein osttimoresisches Suco im Verwaltungsamt Baucau (Gemeinde Baucau).

## Geographie
Gariuai nimmt den gesamten Süden des Verwaltungsamtes Baucau ein. Nördlich liegen die Sucos Triloca, Tirilolo und Uailili. Im Südwesten grenzt Gariuai an das Verwaltungsamt Vemasse mit seinem Suco Loilubo, im Süden an das Verwaltungsamt Venilale mit seinen Sucos Uma Ana Ico, Uma Ana Ulo und Baha Mori und im Südosten an das Verwaltungsamt Quelicai mit seinen Sucos Lelalai und Macalaco. 
Vor der Gebietsreform 2015 hatte Gariuai eine Fläche von 43,84 km². Nun sind es 58,41 km². Gariuai erhielt den gesamten Süden des Sucos Uailili. Den nördlichen Teil der Grenzregion zu Venilale gab Gariuai an Triloca ab. Der Suco teilt sich in die acht Aldeias Bahamori, Cairiri (Kairiri), Darasula, Gariuai, Maucale, Uaibehana, Uatu-Ua (Watuwa) und Uaturau.
Die Überlandstraße von Baucau nach Venilale führt durch den Westen des Sucos. An ihr liegt im Nordosten der Ort Gariuai mit seinen Vororten Uaturau, Luboria und Maucale (Maukale). Im Süden befinden sich die Orte Uaibehana (Uaibeana, Wai-Be-Ana) und Cairiri. Hier gibt es die Grundschule  Escola Primaria Gariuai., eine prä-sekundäre Schule und zwei Sekundärschulen. Die Grundschule Fatucama in der Aldeia Cairiri wurde 1963 vom Salesianer João de Deus gegründet. 1968 gründete er die Technischen Schule Fatumaca  für Landwirtschaft und der Salesianer Elígio Locatelli gründete ein College in Fatucama.
Nahe dazu befindet sich in der Aldeia Uaibehana der Heldenfriedhof von Baucau, in dem Kämpfer des Krieges gegen Indonesien (1975–1999) liegen. Im Westen, der bis 2015 zu Uailili gehörte, durchquert der Fluss Seiçal Gariuai. An seinem Ufer liegt das Dorf Uatoua. In den Seiçal mündet auch der südliche Grenzfluss Saluhada. Bei Cairiri befindet sich die Höhle Lilawy. Bei Darasula liegen die Höhlen Wai-lia-bere und Wai-lia-mata. Sie reichen bis zum Grundwasser hinab.

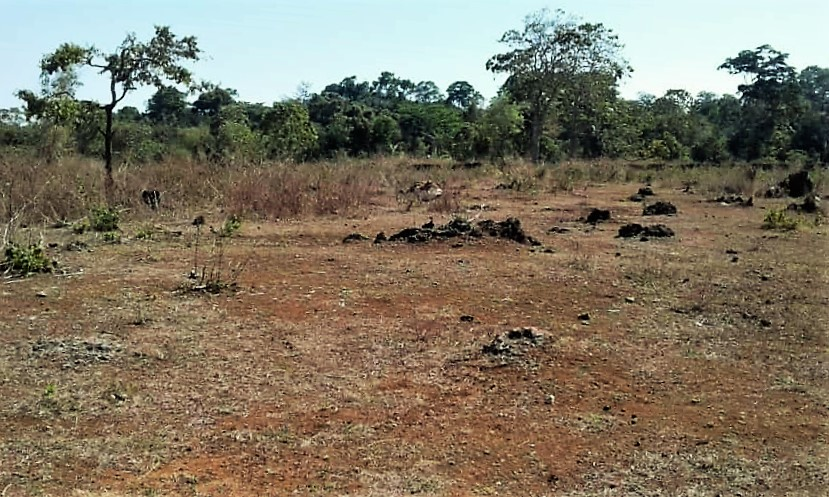
Landschaft bei Uaibehana im Oktober
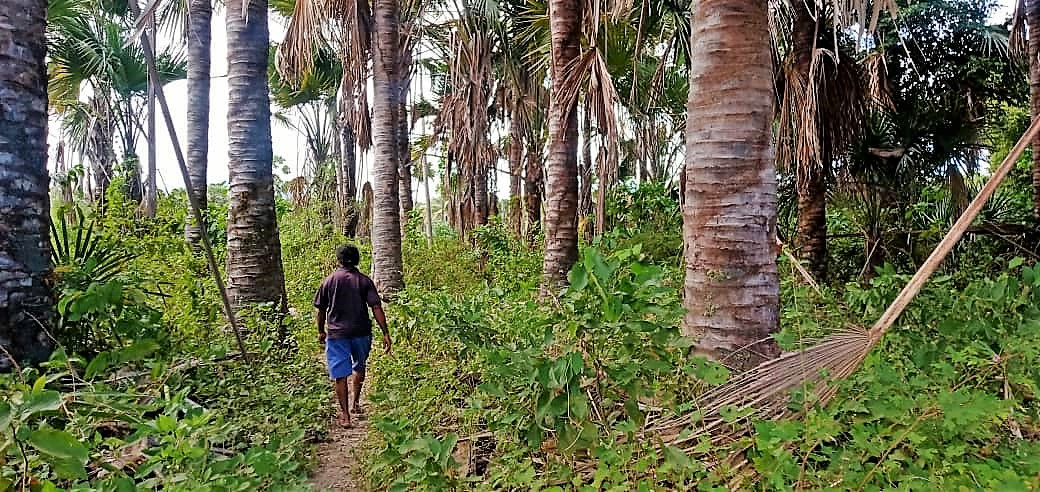
In der Aldeia Uatu-Ua im Mai

## Einwohner
Im Suco leben 6.369 Einwohner (2022), davon sind 3.249 Männer und 3.120 Frauen. Im Suco gibt es 1.107 Haushalte. Etwa 65 % der Einwohner geben Makasae als ihre Muttersprache an. 20 % sprechen Waimaha, das zu den Kawaimina-Sprachen gehört. Etwa 15 % sprechen Tetum Prasa.

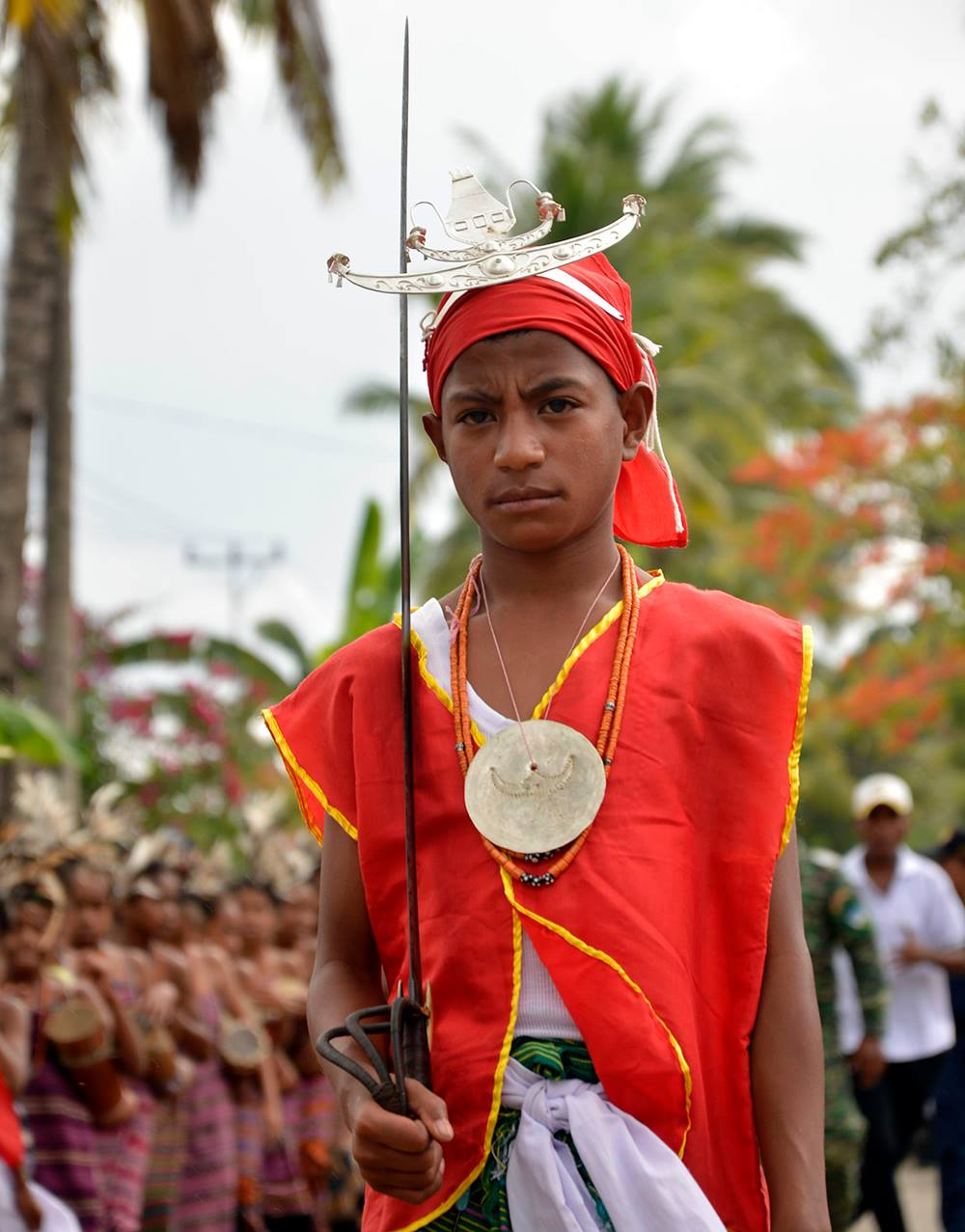
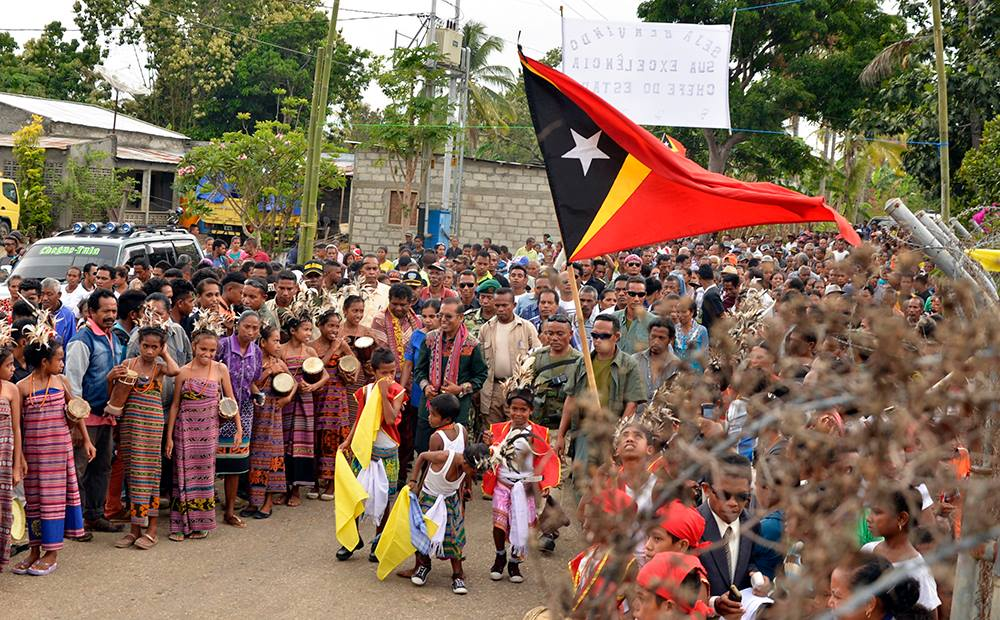
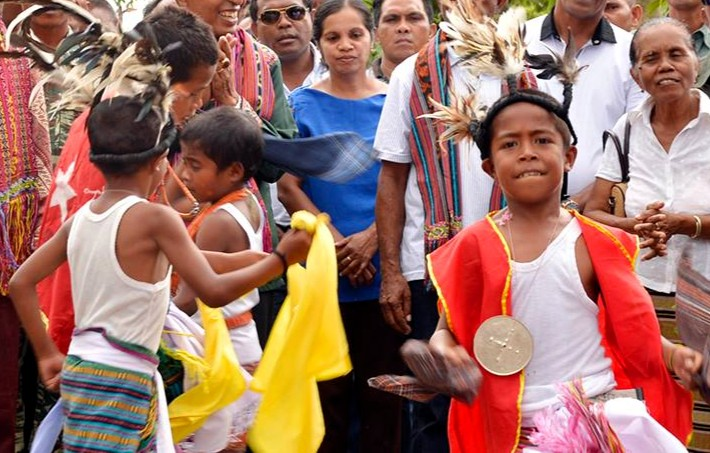

## Geschichte

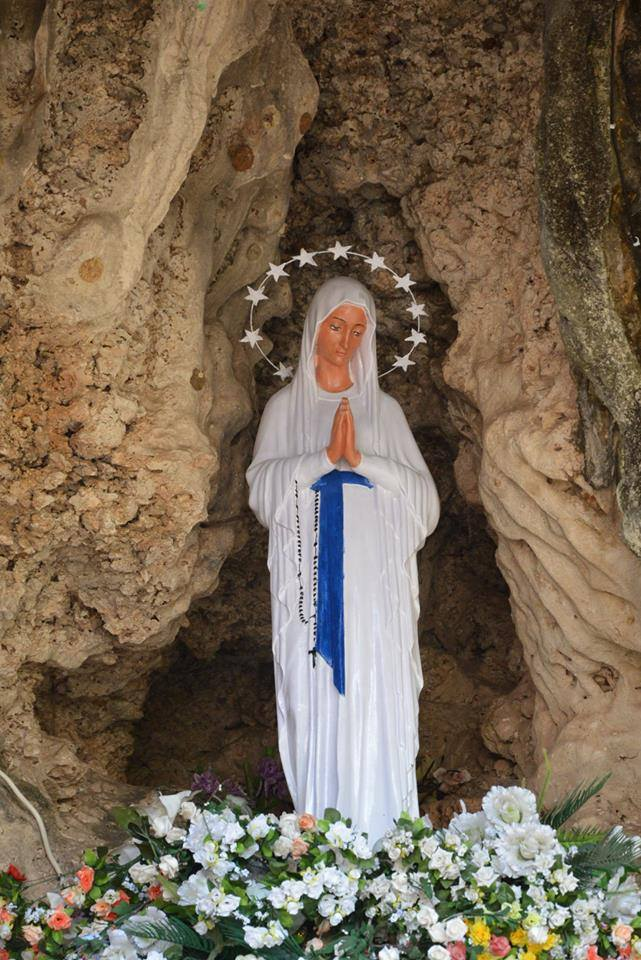
Mariengrotte mit der hl. Maria in Fatumaca

Es gibt Quellen, die angeben, dass die Sucos Buibau, Samalari, Uailili und Gariuai vor und während der gesamten Kolonialzeit im Reich Fatumaka vereinigt waren, deren Einwohner auch heute noch einen eigenen Dialekt des Makasae, das Makasae Fatumaka sprechen.
In der Technischen Schule Fatumaca war Ende 1979 ein indonesisches Umsiedlungslager für Osttimoresen untergebracht, die zur besseren Kontrolle von den Besatzern umgesiedelt werden sollten.

## Politik
Bei den Wahlen von 2004/2005 wurde Maria Lidia de Jesus Belo zum Chefe de Suco gewählt und 2009 in ihrem Amt bestätigt. Bei den Wahlen 2016 und 2023 gewann Arlindo Belo Freitas.
2023 wurden zum Chefe de Aldeias gewählt: Paulo Lemos Marques (Bahamori), Julio Boavida Belo (Cairiri), Virgílio Domingos Freitas (Darasula), Selco Benigno Marques (Gariuai), Julião Freitas (Maucale), Sebastião da Costa Freitas (Uaibehana), Bernardino Braz Freitas (Uatu-Ua) und Natividade Fereira Freitas (Uaturau).

## Wirtschaft

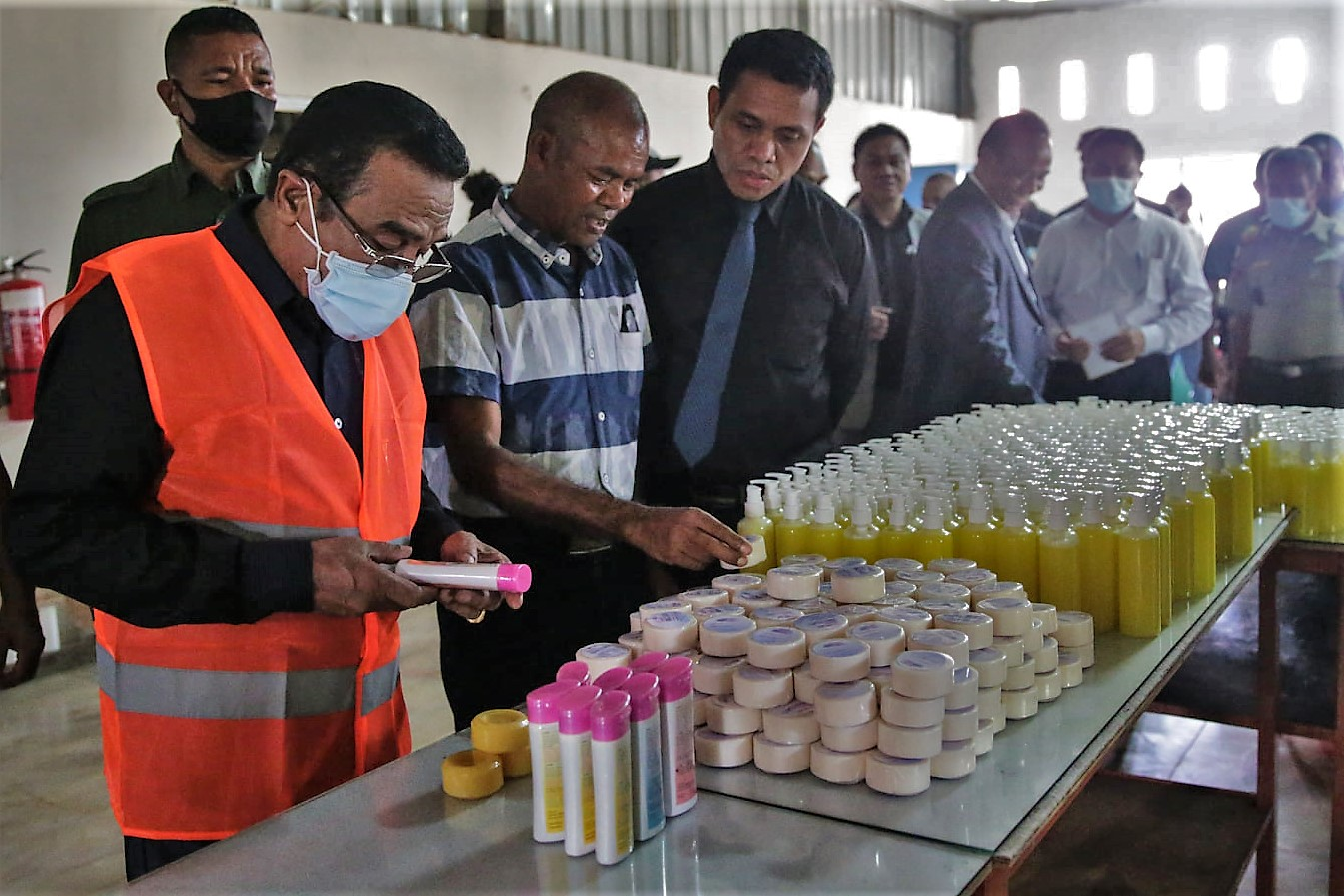
Präsident Guterres begutachtet Produkte der Acelda Unip Lda. (2020)

Seit November 2008 versorgte das erste Wasserkraftwerk Osttimors in Gariuai über eine Überlandleitung die Stadt Baucau mit Elektrizität. Es wurde mit norwegischer Hilfe vier Kilometer vom Ort entfernt errichtet. Das Kraftwerk wird von den beiden 187 m höher gelegenen Quellen Wainalale und Builai über eine 1,7 km lange Druckrohrleitung gespeist. 202 Liter pro Sekunde fließen hier durch und erzeugen bis zu 326 kW und weist eine Erzeugung von 1,5 GWh pro Jahr auf. Wenige Monate nach der Inbetriebnahme zerstörte ein Erdrutsch die Druckrohrleitung und die Stromproduktion kam zum Erliegen.
Die Acelda Unip Lda. produziert in Darasula aus Kukuinussöl Kosmetikprodukte.